# Bosanci
Bosanci é uma comuna romena localizada no distrito de Suceava, na região de Bucovina. A comuna possui uma área de 49.57 km² e sua população era de 7041 habitantes segundo o censo de 2007.